# SENAI Rio de Janeiro
Firjan SENAI é a entidade do Serviço Nacional de Aprendizagem Industrial (SENAI) que serve à região fluminense. A organização atua com educação profissional (qualificação e especialização dos trabalhadores da indústria) e inovação tecnológica na indústria (via assessoria técnica), no estado do Rio de Janeiro. Promove a formação tecnológica dos profissionais da indústria com foco na prática profissional, buscando suprir a demanda por colaboradores com maior nível de capacitação e com habilidades para inovar em processos e produtos.

## Estrutura atual
Com uma estrutura composta por 42 unidades operacionais trabalhando em forma de rede em 22 municípios, a Firjan SENAI visa atender às necessidades das empresas e da população dos municípios do estado, capacitando profissionais que buscam transformar informações em novas ideias e novos projetos. Dessa forma, torna-se viável fomentar uma maior competitividade industrial fluminense com base na redução de custos de produção e otimização de resultados das empresas.

## Áreas de ensino profissional
A entidade atua em diversas frentes educacionais, dentre elas: cursos, centros de tecnologia, faculdade e unidades móveis.
Os cursos trabalham princípios, conteúdos e metodologias com a finalidade de valorizar aprendizado técnico, iniciativa, tomada de decisões, espírito cooperativo e senso de autonomia, tornando o aluno apto a usar a criatividade em suas atividades na indústria: um novo produto, um sistema mais prático ou um processo de trabalho mais simples e eficiente. Uma forma de colocar essa criatividade em prática é por meio de cursos de profissionalizantes, estudo aprofundado da própria profissão e até mesmo do simples relacionamento com colegas.
As áreas que dizem respeito à chamada “indústria criativa” são abordadas nos cursos de duas unidades do Rio de Janeiro: Firjan SENAI Maracanã (audiovisual, animação digital, gráfica, design, web e tecnologia da informação) e Firjan SENAI Laranjeiras (audiovisual, animação digital e tecnologia da informação). Dentre os exemplos de produtos da indústria criativa estão: Informática / criação do iPad; Literatura / livros de Paulo Coelho; Arquitetura / obras de Oscar Niemeyer.
Institutos SENAI de Tecnologia (IST)
Prestam serviços de consultoria, pesquisa e desenvolvimento, infraestrutura laboratorial, capacitação técnica e equipamentos. Tecnologia é a base para a educação profissional direcionada (cursos de formação e atualização) e para as consultorias que visam ao aumento da produtividade e ao desenvolvimento da indústria do Estado do Rio de Janeiro. Especificamente, os IST's estão voltados para as seguintes áreas: Automação/Simulação, Solda, Alimentos/Bebidas e Meio ambiente.
Faculdade Firjan SENAI
Instituição de ensino superior que alia conteúdo teórico a projetos práticos nos cursos de graduação tecnológica, pós-graduação e extensão (todos credenciados pelo Ministério da Educação). Esses cursos, em especial os de graduação tecnológica, dão ao aluno uma visão sobre o mercado de trabalho, o que inclui uma compreensão econômica sobre a indústria e o segmento no qual ele pretende atuar com a formação de Tecnólogo. Seus laboratórios e oficinas buscam reproduzir o ambiente industrial.
Unidades móveis
Levam cursos e soluções tecnológicas aos locais do Estado do Rio que não contam com infraestrutura da Firjan SENAI, além de realizar cursos in company sob demanda. O objetivo é prestar educação profissional nessas regiões e atender a indústria de forma especializada ao levar a infraestrutura da entidade para dentro das empresas para capacitar funcionários.

## Programas e serviços
A Firjan SENAI dispõe de programas e serviços para o aprimoramento profissional, dentre eles o de certificação profissional: o trabalhador que conquista a certificação segundo a norma ISO 17024 (critérios de credenciamento de organismos de certificação de pessoas) tem o potencial de ampliar suas chances de acesso ao mercado de trabalho - a certificação comprova que ele possui as competências necessárias e domina as tecnologias exigidas. Já para as empresas, contar com trabalhadores certificados pode reduzir falhas e melhorar os negócios.

## O profissional de hoje
Muito já se falou sobre como seria o profissional do futuro: sempre atualizado, capaz de interagir com diversas plataformas simultaneamente e de buscar informação em tempo real, adaptável a ambientes diversos e a mercados globalizados, ágil, dinâmico, ético, versátil, resiliente, empreendedor, apto a acompanhar as constantes mudanças do ambiente, comprometido, etc. Pois bem, esse já é o profissional de hoje, principalmente aquele que atua nas áreas de inovação e tecnologia.
Não raro surgem notícias afirmando que as empresas têm oportunidades de trabalho, mas não encontram profissionais qualificados no mercado – especialmente nas áreas de infraestrutura e petróleo e gás. Por conta dessa falta de mão de obra capacitada, cerca de 60% das empresas estão diminuindo as exigências na hora de contratar. O diferencial está em cursos técnicos e na formação profissional, em especial as de curta duração e que unem teoria e prática.

## Olimpíada do Conhecimento
Estudantes de cursos técnicos e de formação profissional do Senai e do Serviço Nacional de Aprendizagem Comercial (Senac) podem testar suas habilidades na Olimpíada do Conhecimento. Essa competição bienal, que consiste em quatro dias de provas, desafia os participantes a realizar tarefas que são cotidianas em empresas, com prazos e padrões de qualidade determinados. Os que se saem melhor participam também de uma competição internacional.

## História do Senai
Pode-se dizer que a ideia de se criar uma escola voltada para a indústria no Brasil surgiu em 1865, quando “a Sain preconizou o surgimento da primeira Escola Industrial do Brasil, que funcionaria às expensas da Sociedade, e que, implantada na década de 1870, foi precursora do Serviço Nacional de Aprendizagem Industrial (Senai), que se instalaria quase um século mais tarde.”
Em 1939 foi montada uma comissão para estudar a viabilidade de um sistema de ensino profissional. O estudo gerou um relatório, motivo de debate entre governo e empresários da época. Em 1941, Euvaldo Lodi e Roberto Simonsen conseguiram que o então presidente Getúlio Vargas concedesse às empresas a responsabilidade de criar uma entidade de ensino industrial: “Logo depois, em janeiro de 1942, Getulio Vargas baixava o decreto criando o Senai”.
Foi estabelecido que o Senai, nascido sob o nome de Serviço Nacional de Aprendizagem dos Industriários, seria mantido via contribuição dos empregadores da indústria. Sua abrangência se ampliou para os “setores de transportes, das comunicações e da pesca, com o que, conservando a sigla, passou a se chamar de Serviço Nacional de Aprendizagem Industrial, pelo Decreto-lei no 4.936, de 7 de novembro de 1942.”
Nas décadas que se seguiram, essa entidade de direito privado instalou mais de cem unidades de formação profissional em todo o país, a fim de incutir nos operários três conceitos que, para os industriais, são fundamentais para a ética de trabalho: ordem, dedicação e empenho.

## História da Firjan SENAI
Assim como o Senai Nacional tem uma Diretoria Nacional, em cada estado existe uma Diretoria Regional, a quem cabe “planejar, estabelecer metas, desenvolver técnicas e métodos, fazer cumprir e avaliar.” A Firjan SENAI nasceu em 1943, mas foi só em março de 1975 que o presidente do Conselho Nacional criou o Departamento Regional do Estado do Rio de Janeiro com seu respectivo Conselho. Foi uma fusão dos departamentos regionais do Senai do Estado do Rio de Janeiro e da Guanabara.
A Firjan SENAI possui, portanto, autonomia administrativa, o que significa que ele não é obrigado a seguir todas as diretrizes do Sistema Senai, podendo escolher as que têm mais a ver com a realidade da economia fluminense.
Isso tem se refletido na oferta de cursos e treinamentos em áreas específicas, sem falar na ênfase que a Firjan SENAI tem dedicado à criatividade e à aquisição de tecnologias de ponta. Historicamente, foi em 1978 que a Firjan SENAI decidiu focar ainda mais numa formação técnica mais sofisticada. Daí a introdução de cursos de tecnologia de ponta, que incluem Comando numérico, Robótica, Instrumentação elétrica, hidráulica e eletrônica, Informática e Solda especializada.
O objetivo era contribuir para o desenvolvimento tecnológico do Brasil, promover a modernização industrial que o processo de substituição de produtos importados exigia e fornecer mão de obra capaz de atuar no programa de criação de fontes alternativas de energia.
Os conceitos mais importantes para a indústria também são contemplados em seus cursos de aprendizagem e qualificação, respectivamente para menores e maiores de idade. Os jovens que se enquadram na categoria de Menor Aprendiz passam por uma trajetória de aprendizado que envolve nove etapas:
| Fase                      | Conteúdo                                                                                                   | Conteúdo |
| ------------------------- | --- | -------- |
| Informação e inscrição    | |          |
| Seleção e matrícula       | Testes de português, matemática, psicotécnico e entrevista                                                 |          |
| Disciplinas instrumentais | Estudo de matemática, ciências, desenho e português                                                        |          |
| Estudo da tarefa          | Materiais impressos e audiovisuais (o que é a tarefa a ser realizada, como fazê-lo e que tecnologia usar)  |          |
| Demonstração              | Professor mostra como realizar a operação, ressaltando os procedimentos                                    |          |
| Execução da tarefa        | Aluno aprende fazendo ele próprio a atividade                                                              |          |
| Avaliação da aprendizagem | Professor avalia todas as fases pelas quais o aluno passou durante o curso                                 |          |
| Aprimoramento             | Foco em qualidade e produtividade, além de informações sobre direitos e deveres trabalhistas               |          |
| Estágio industrial        | Na própria indústria, com assistência de supervisor da empresa e acompanhamento do Senai, dura 1.600 horas |          |

## A indústria fluminense
O setor industrial do estado do Rio de Janeiro tem crescido ao longo dos anos. De 2006 a 2009, o número de empregados na indústria fluminense passou de 560.116 para 664.252, desempenho esse mais expressivo na construção civil e nas indústrias automotiva e mecânica, ou seja, nas profissões fundamentais para a cadeia produtiva de petróleo e gás. Mas outros setores também prosperaram, com percentual de crescimento de até 144% no número de trabalhadores empregados. Exemplos:
| Baixada Fluminense | 1845 | 2760 | 49,59%  | Perfumaria e cosméticos                                       |
| Norte              | 1315 | 3218 | 144,71% | Manutenção de máquinas                                        |
| Sul Fluminense     | 618  | 1113 | 80,10%  | Manutenção, reparação e instalação de máquinas e equipamentos |

Já no que diz respeito ao triênio 2014-2016, período em que o Rio de Janeiro recebe a Copa do Mundo e os Jogos Olímpicos, os investimentos previstos contemplam projetos em diversas regiões do estado. O documento Decisão Rio revela que os investimentos na economia fluminense chegarão a R$ 235,6 bilhões, nesse triênio. A quantia vai ser empregada no setor de petróleo e gás (60,7%) e na indústria de transformação (17,2%), mas também nos preparativos para as Olimpíadas, que abocanham R$ 32,5 bilhões (cerca de 13,8% do investimento total).